# 매지카 드 스펠
매지카 드 스펠(영어: Magica De Spell)는 월트 디즈니 컴퍼니의 만화과 애니메이션의 캐릭터. 본작의 디즈니 빌런.